# Кустарное производство
Кустарное производство, кустарный промысел — мелкосерийное производство изделий, главным образом, вручную.
Машиностроение конца XIX — начала XX вв. по сути представляло собой кустарное производство, до того как Генри Форд положил начало переходу от кустарного к массовому производству.
Было особенно распространено в Средние века, в эпоху промышленной революции было в основном вытеснено массовым производством, однако для производства таких товаров, как предметы роскоши, существует и сейчас.
Примером кустарного производства в наши дни может быть изготовление ювелирных украшений, мебели по индивидуальным заказам или пошив одежды дизайнером, изготовление любительских конструкций (например, Hi-End техники), производство деталей на 3D-принтерах.

## Отличие от ремесленного производства
Ремесленники работают, главным образом, на определённых заказчиков, состоят в непосредственных личных отношениях с потребителями или покупателями, а кустарное производство или работает на неопределённого покупателя — на рынок, в широком или узком смысле, — или же сбывает свои произведения особым скупщикам, забирающим товар оптом.
В то же время, дать всеобъемлющую характеристику кустарной и ремесленной промышленности также представляется затруднительным.
В дореволюционной России кустарное производство было довольно распространено. Российские и зарубежные учёные занимались исследованием этого феномена отечественной экономики. В 1872 году Совет торговли и мануфактур Минфина учредил Комиссию по исследованию кустарной промышленности в России. В неё вошли представители связанных с сельским хозяйством и мелкой промышленностью ведомств и члены учёных обществ. Многие проблемы вызывали длительные дискуссии членов Комиссии. Не раз обсуждали определение содержания термина «кустарная промышленность» и то, кого из производителей следует отнести к кустарям. Например, в 1902 году, на Съезде деятелей кустарной промышленности участники съезда попытались дать определение кустарной и ремесленной промышленности, но после длительных дебатов отказались от этой попытки.

## История
Кустарный метод производства используется людьми с глубокой древности. Первоначально кустари (люди, занимающиеся кустарным производством) ставили своей целью удовлетворить нужды собственного хозяйства, однако с развитием товарно-денежных отношений всё большее количество произведённых ими товаров стало поставляться на рынок. Преимущественно это была бытовая продукция: посуда, мебель, украшения, сувениры, одежда, обувь. Однако с течением времени в продажу стали поступать и другие товары, например оружие. На Руси популярностью пользовалась расписная посуда, изготовляемая кустарным способом. На весь мир известны такие школы росписи российских мастеров, как Гжель, Хохлома, Жостово.
В дореволюционной России кустарное производство было ещё довольно широко распространено: около 30 % всей выпущенной продукции было произведено кустарным способом. Продукция сбывалась на ярмарках, широко был распространён бартерный обмен. В. И. Ленин в своей работе «Развитие капитализма в России» (1899) писал: «сохранение массы мелких заведений и мелких хозяйчиков, сохранение связи с землей и чрезвычайно широкое развитие работы на дому, — всё это ведёт к тому, что весьма многие „кустари“ в мануфактуре тяготеют ещё к крестьянству, к превращению в мелкого хозяйчика, к прошлому, а не к будущему, обольщают ещё себя всяческими иллюзиями о возможности (посредством крайнего напряжения работы, посредством бережливости и изворотливости) превратиться в самостоятельного хозяина».
С началом индустриализации и коллективизации СССР кустарный способ производства постепенно стал сокращаться практически во всех сферах советской экономики. Мастера, ранее действующие самостоятельно, были объединены в организации (мастерские, промкооперативы, артели), которые выпускали предписанную планом продукцию, индивидуальная кустарная деятельность ограничивалась, хотя и не запрещалась. Но всё же кустарное производство не пропало полностью: в 1953 году в СССР было 114 000 артелей, которые производили 6 % валовой продукции СССР — от посуды и детских игрушек до радиоприёмников, фотоаппаратов и первых телевизоров.
В условиях товарного дефицита, возникшего в начале Перестройки, сперва нелегально и полулегально, а затем, с выходом Постановления «О создании кооперативов по производству товаров народного потребления» и разрешения индивидуальной трудовой деятельности, возникло множество кустарных и полукустарных производств, заполнявших ниши, в которых практически полностью отсутствовали товары, производимые крупными предприятиями («варка» джинсов, пошив модной одежды и изготовление фурнитуры для неё, сборка бытовых компьютеров и т. д.). С развитием рынка и крупных производств практически все эти кустарные производства исчезли.

## Кустарное производство как основа национальной экономики
В 1950-е годы в Северном Вьетнаме насчитывалось более ста тысяч кустарных предприятий. В начале 70-х, ещё до окончания войны, кустарное производство давало примерно половину всей продукции местной промышленности и почти треть всего промышленного производства республики. К 1977 году, после воссоединения Вьетнама, в Южном Вьетнаме насчитывалось 700 тыс. кустарей.
Кустарное производство в Непале по крайней мере до конца 1980-х выдерживало конкурентную борьбу с промышленным производством и иностранными товарами, что объясняется не только экономическими и природно-географическим факторами (низкая стоимость проживания в трущобах, низкие цены на продукты питания), но и поддержкой и стимулированием кустарной промышленности со стороны государства.

## В художественной литературе
- Виктор Полесов, герой романа И. Ильфа и Е. Петрова «Двенадцать стульев» — «кустарь-одиночка с мотором», то есть использует в работе оборудование с двигателем.
- Персонаж пьесы Николая Погодина «Кремлёвские куранты», часовщик: «Теперь таких мастеров, которым имею честь быть я, называют „кустарь-одиночка без мотора“».